# Zaitzeviaria kuriharai
Zaitzeviaria kuriharai là một loài bọ cánh cứng trong họ Elmidae. Loài này được Kamite, Ogata & Satô miêu tả khoa học năm 2006.